# Impressions Games
Impressions Games var en datorspelsutvecklare som grundades av David Lester i Cambridge, Massachusetts i USA 1989. 
Han sålde företaget till Sierra Entertainment, som senare köptes upp av Vivendi SA. Impressions games specialiserade sig på historiska strategispel, och de mest kända spelen är storsäljarna i stadsbyggarspelserien, som inkluderar Caesar, Farao och Olympens härskare. 
Studion lades ner i april 2004 när Vivendi SA stängde ner de flesta av sina studior. Många som arbetade i studion flyttade till Tilted Mill Entertainment.

## Ludografi
- Acropolis
- Air Bucks
- Air Force Commander
- The Blue and the Gray
- Breach 2
- Breach 3
- Caesar
- Caesar II
- Caesar III
- Caesar: Platinum Edition
- Casino De Luxe
- Charge of the Light Brigade
- Civil War Generals II
- Cleopatra: Queen of the Nile
- Cohort: Fighting For Rome
- Cohort II
- Conquest of Japan
- Crime City
- Detroit
- Emperor: Rise of the Middle Kingdom
- The Final Conflict
- Front Lines
- Global Domination
- Grant-Lee-Sherman: Civil War 2: Generals
- High Seas Trader
- Lords of Magic
- Lords of Magic: Legends of Urak
- Lords of Magic: Special Edition
- Lords of the Realm
- Lords of the Realm II
- Lords of the Realm II: Siege Pack
- Lords of the Realm III
- Lords: Royal Collection
- Merchant Colony
- Paladin
- Paladin II
- Farao
- Powerhouse
- Rise and Rule of Ancient Empires
- Robert E. Lee: Civil War General
- Rules of Engagement 2
- Spacebucks
- Twenty Wargame Classics
- Ultimate Soccer Manager
- When Two Worlds War
- WW2 Air Force Commander
- Zeus Official Expansion: Poseidon
- Olympens härskare